# Martin Schlimpert

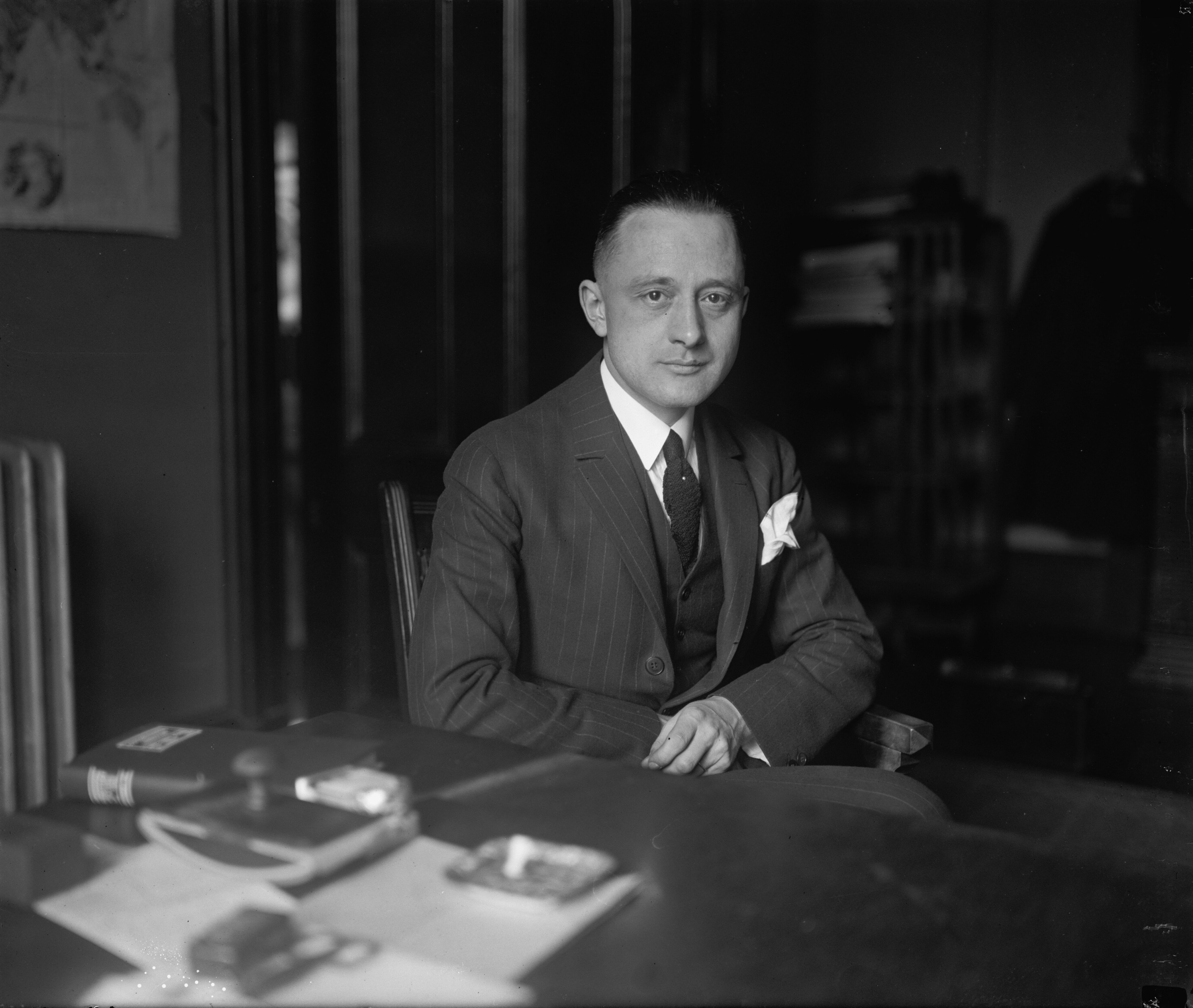
Martin Schlimpert, 1926

Martin Schlimpert (* 31. Oktober 1890 in Meißen; † 15. Dezember 1944 in Landshut) war ein deutscher Diplomat. Er war unter anderem Sondervertreter des Auswärtigen Amtes bei der deutsch-französischen Waffenstillstands-Kommission während des Zweiten Weltkriegs.

## Leben
Nach der Teilnahme am Ersten Weltkrieg und der Promotion zum Dr. jur. trat Schlimpert in den Auswärtigen Dienst ein. Nach dem Bestehen der diplomatisch-konsularischen Prüfung wurde er als Legationssekretär zur deutschen Gesandtschaft in Lissabon entsandt, wo er den Dienst am 5. Februar 1923 antrat. 1927 wechselte er als Legationsrat an die deutsche Botschaft in Washington D.C., der er bis Anfang der 1930er Jahre angehörte. In seiner nächsten Stellung wurde er als Gesandtschaftsrat an der deutschen Gesandtschaft in Budapest verwendet, die er zeitweise als Geschäftsträger leitete. Ansonsten war er der zweite Mann an diesem Standort unter dem Gesandten Hans Georg von Mackensen.
Von 1939 bis 1942 gehörte Schlimpert der deutschen Gesandtschaft in Rio de Janeiro unter Curt Prüfer an.
Nach seiner Rückkehr nach Europa im Mai 1942 wurde Schlimpert zum ständigen Sondervertreter des Auswärtigen Amtes bei der Deutsch-Französischen Waffenstillstandskommission in Wiesbaden im Rang eines Gesandten ernannt, die nach der deutschen Besetzung Frankreichs im Jahr 1940 eingerichtet worden war. Amerikanische Kriegspropaganda unterstellte ihm, er habe in dieser Stellung im September 1942 angeregt, Frauen französischer Offiziere im Departement Loire Interieur als Geiseln festzunehmen und als Sanktion dafür, dass die französische Bevölkerung angeblich dem Geist der Waffenstillstandsbedingungen von 1940 nicht das nötige Verständnis entgegengebracht habe, zu erschießen. Nach Auskunft des Auswärtigen Amts sind Meldungen, die die Geiselerschießungen bestätigen, nicht bekannt. Hätte es diese tatsächlich gegeben, wären dieses Dokument bekannt und veröffentlicht, teilt das Amt mit.
Die Wiesbadener Waffenstillstandskommission blieb auch nach der Befreiung Frankreichs im Sommer 1944 weiter bestehen, angeblich, da die NS-Regierung hiermit ihren Willen bekunden wollte, die verlorenen französischen Gebiete zurückzugewinnen, so dass Schlimpert trotz des alliierten Vormarsches auch im Jahr 1944 noch auf seinem Posten stand.
Die amerikanische Propagandapublikation Nachrichten für die Truppe verbreitete im Februar 1945 die Falschmeldung, Schlimpert sei im Januar in einem Hotel erstochen aufgefunden worden. Nach Unterlagen des zuständigen Krankenhauses in Landshut und Akten des Politischen Archivs des Auswärtigen Amtes erlitt er  einen Blinddarmdurchbruch und starb daran im Dezember 1944.

## Schriften
- Die Neutralität Belgiens, Meißen 1919.